# Racing with the Moon
Racing with the Moon es una película de 1984 protagonizada por Sean Penn, Elizabeth McGovern y Nicolas Cage. Estuvo dirigida por Richard Benjamin y escrita por Steven Kloves. La música fue compuesta por Dave Grusin.

## Sinopsis
Durante la Segunda Guerra Mundial, dos jóvenes de Point Muir, una pequeña población al norte de California, disfrutan de sus últimas días de adolescentes, antes de alistarse en los marines. Uno de ellos, un chico sencillo, descubre que está enamorado de una chica de familia adinerada, lo que no le impide intentar conquistar su corazón.
En 1942, en California, dos hombres jóvenes esperan la inducción a los Marines de Estados Unidos y dicen adiós a sus novias.